# Pteropera jeanninae
Pteropera jeanninae är en insektsart som beskrevs av Donskoff 1981. Pteropera jeanninae ingår i släktet Pteropera och familjen gräshoppor. Inga underarter finns listade i Catalogue of Life.